# 宝飞镇
宝飞镇，是中华人民共和国四川省眉山市仁寿县下辖的一个乡镇级行政单位。2019年12月，撤销凤陵乡，将其所属行政区域划归宝飞镇管辖。

## 行政区划
宝飞镇下辖以下地区：
宝珠社区、花弯村、民权村、象寨村、永谷村、果园村、香楠村、永和村、印和村、水晶村、松鹤村、鹤形村、龙腾村、红花村和柏岭村。